# Leiodesmus argentineus
Leiodesmus argentineus är en mångfotingart som först beskrevs av Filippo Silvestri 1895.  Leiodesmus argentineus ingår i släktet Leiodesmus och familjen Chelodesmidae. Inga underarter finns listade i Catalogue of Life.